# Rocío, contar la verdad para seguir viva
Rocío, contar la verdad para seguir viva es la primera serie documental biográfica protagonizada por Rocío Carrasco y producida por La Fábrica de la Tele para Mediaset España y su emisión en Telecinco. Fue estrenada el 21 de marzo de 2021 en el horario de prime time de la cadena.

## Antecedentes
Rocío Carrasco ha sido uno de los personajes mediáticos más conocidos de España por ser la hija de la cantante Rocío Jurado y el boxeador Pedro Carrasco. Conoció a Antonio David Flores en 1994 y de su matrimonio nacieron dos hijos. Tras presuntos abusos psicológicos y físicos por parte de su expareja y la nula relación con sus hijos, Rocío Carrasco decide hablar a través una serie documental donde trata todos sus problemas familiares después de 25 años en silencio. La serie documental tiene el nombre Rocío, contar la verdad para seguir viva debido a que la realización de la serie está desencadenada a un intento de suicidio por parte de Rocío Carrasco por los problemas anteriormente citados.

## Sinopsis
La serie documental narrada por Rocío Carrasco, la hija de Rocío Jurado, cuenta todo el infierno que ha vivido durante 25 años al lado de su expareja Antonio David Flores, la manera en que sus hijos se alejaron de ella y cómo la presión social y mediática estuvo a punto de llevarla al suicidio el 5 de agosto de 2019.

## Formato
Se emite los miércoles entre las 22h10 y las 02h30 en formato de debate en Telecinco, presentado por Jorge Javier Vázquez o Carlota Corredera, donde se emite un capítulo de la serie documental separado en dos partes, para acto seguido comentarlos entre algunos de los colaboradores más conocidos de Telecinco. Cuenta con 13 episodios narrados por Rocío Carrasco titulados con canciones de Rocío Jurado.
Al inicio del quinto programa, la misma Rocío Carrasco entra en directo en llamada telefónica para pedir un parón de la docuserie y acudir a plató la semana siguiente. Así pues en el programa del 21 de abril, Rocío aclara todas las dudas e información que se ha dado hasta el episodio 7 de la docuserie.
El programa Socialité del 8 de mayo de 2021, cuenta como fue la grabación de la docuserie. El 25 de enero de 2021, la protagonista eligió el vestuario para grabar la serie documental y el 2 de febrero de 2021, un equipo conformado por 64 personas grabó de forma ininterrumpida y de forma cronológica durante 17 días (hasta el 19 de febrero de 2021), en jornadas de 09h00 a 19h00, las 60 horas que conforman los 12 primeros episodios de la docuserie protagonizada por Rocío Carrasco.
Según un artículo del diario El Español, Rocío Carrasco cobró 1.000.000 de euros netos por la serie documental y Antonio David Flores se habría embolsado 5.000.000 de euros durante 21 años.
El 19 de mayo de 2021 interviene desde su casa en directo, para hablar sobre la declaración de su hijo David Flores en sede judicial, dos días después, el 21 de mayo y el 26 de mayo de 2021, para hacer balance del último episodio de la primera temporada de la docuserie y anunciar que el 2 de junio de 2021, estaría en plató para hacer balance de los 13 episodios emitidos hasta ahora de la serie documental.

## Equipo

### Docuserie
ProtagonistaRocío Carrasco Mohedano.
Idea original y productores ejecutivosAdrián Madrid y Óscar Cornejo.
DirectoraAnaís Peces Marañón.
Directores de arteElena Carbonero y Gerardo Santana.
Director de ediciónKiko Fernández.
Director de fotografíaÓscar Montesinos.
Directora de contenidosMenchu González.
Director de producciónMiquel Ramells.
RedacciónMiguel Castillo, Ane Campillo, Maite García, Álvaro Cuadrado, Orestes García, Raquel Atanes, Luis Marina, Mateo Navarro y Marta Aparicio.
ProducciónAlicia Encinas, Anna Gay, Carlos Alcañiz, Diego Mateos, Santiago López y Alicia López.
RealizaciónJavier Altarriba, Markel Goikoetxea, Camilo Elgueta, Mikel Garmilla, Pedro Lobo, David Román, Santi Alvarado, Ibon Zulueta, Alonso Barragán, Laura López, Ibon Hernando, Bea Aguado, Carlos Cruz y Borja Almudéver.
GrafismoMaritza Mora, Verónica González y Carlos Hernández.
SonidoLuis Bragado.
DocumentaciónIsabel Arias, Alba Portales, Cristina Rielo y Patricia Noriega.
GrabaciónAntonio Márquez, Rafa Sánchez, Víctor Entrecanales, Sergio Patilla, Javier Lozano, David Montoya, Enrique González, Miguel Ángel López, Mario Salas, Ainara Arjol, Miguel Rodellar, Josu Ortiz, Óscar Arano, Álvaro Espinosa, Raúl Pavón, Pepe Sánchez, Pablo Marco, Andrés Alcañiz, Sara Álvarez y Laura Cortés.

### Debate
DirecciónAnaís Peces, Alberto Díaz y Óscar Cornejo.
Presentadores del debate en plató
| Presentadores        | Información          | Episodios | Episodios | Episodios | Episodios | Episodios | Episodios  | Episodios | Episodios | Episodios | Episodios | Episodios | Episodios  | Episodios |
| Presentadores        | Información          | 0/1       | 2/3       | 4/5       | 6         | 7         | Entrevista | 8         | 9         | 10        | 11        | 12        | Entrevista |           |
| -------------------- | -------------------- | --------- | --------- | --------- | --------- | --------- | ---------- | --------- | --------- | --------- | --------- | --------- | ---------- | --------- |
| Jorge Javier Vázquez | Presentador titular  |           |           |           |           |           |            |           |           |           |           |           |            |           |
| Carlota Corredera    | Presentadora titular |           |           |           |           |           |            |           |           |           |           |           |            |           |

Colaboradores del debate en plató
| Colaboradores        | Información                             | Episodios | Episodios | Episodios | Episodios | Episodios | Episodios  | Episodios | Episodios | Episodios | Episodios | Episodios | Episodios  |
| Colaboradores        | Información                             | 0/1       | 2/3       | 4/5       | 6         | 7         | Entrevista | 8         | 9         | 10        | 11        | 12        | Entrevista |
| -------------------- | --------------------------------------- | --------- | --------- | --------- | --------- | --------- | ---------- | --------- | --------- | --------- | --------- | --------- | ---------- |
| Belén Esteban        | Colaboradora de televisión              |           |           |           |           |           |            |           |           |           |           |           |            |
| Lydia Lozano         | Periodista                              |           |           |           |           |           |            |           |           |           |           |           |            |
| Euprepio Padula      | Colaborador de televisión               |           |           |           |           |           |            |           |           |           |           |           |            |
| Ana Pardo de Vera    | Periodista                              |           |           |           |           |           |            |           |           |           |           |           |            |
| Paloma García-Pelayo | Periodista                              |           |           |           |           |           |            |           |           |           |           |           |            |
| Belén Rodríguez      | Periodista                              |           |           |           |           |           |            |           |           |           |           |           |            |
| Bárbara Zorrilla     | Psicóloga                               |           |           |           |           |           |            |           |           |           |           |           |            |
| Pilar Eyre           | Periodista                              |           |           |           |           |           |            |           |           |           |           |           |            |
| Kiko Hernández       | Colaborador de televisión               |           |           |           |           |           |            |           |           |           |           |           |            |
| Marta Nebot          | Periodista                              |           |           |           |           |           |            |           |           |           |           |           |            |
| Laura Fa             | Periodista                              |           |           |           |           |           |            |           |           |           |           |           |            |
| Ana Bernal Triviño   | Periodista                              |           |           |           |           |           |            |           |           |           |           |           |            |
| Montse Suárez        | Abogada                                 |           |           |           |           |           |            |           |           |           |           |           |            |
| Patricia López       | Periodista                              |           |           |           |           |           |            |           |           |           |           |           |            |
| Samanta Villar       | Periodista                              |           |           |           |           |           |            |           |           |           |           |           |            |
| Marc Giró            | Periodista                              |           |           |           |           |           |            |           |           |           |           |           |            |
| Valeria Vegas        | Escritora                               |           |           |           |           |           |            |           |           |           |           |           |            |
| María Patiño         | Periodista                              |           |           |           |           |           |            |           |           |           |           |           |            |
| Antonio Rossi        | Periodista                              |           |           |           |           |           |            |           |           |           |           |           |            |
| Sonia Cervantes      | Psicóloga                               |           |           |           |           |           |            |           |           |           |           |           |            |
| Carme Chaparro       | Periodista                              |           |           |           |           |           |            |           |           |           |           |           |            |
| Isabel Rábago        | Periodista                              |           |           |           |           |           |            |           |           |           |           |           |            |
| Santi Villas         | Periodista                              |           |           |           |           |           |            |           |           |           |           |           |            |
| Alba Carrillo        | Modelo y presentadora de televisión     |           |           |           |           |           |            |           |           |           |           |           |            |
| Alonso Caparrós      | Presentador y colaborador de televisión |           |           |           |           |           |            |           |           |           |           |           |            |
| Pilar Rahola         | Periodista y colaboradora de televisión |           |           |           |           |           |            |           |           |           |           |           |            |

Con la participación especial deRocío Carrasco
- Entrevistas en plató e intervenciones fuera de plató: Rocío en plató (21/4/21), Capítulo 11 (19/5/21) y Rocío en plató (2/6/21).
- Intervenciones telefónicas: Capítulo 7 (14/4/21) y Capítulo 12 (26/5/21).

Con la participación especial deFidel Albiac
- Intervenciones fuera de plató: Rocío en plató (21/4/21).
- Intervenciones telefónicas: Rocío en plató (2/6/21).

Actuaciones
- Gjon's Tears 'Tout L’Univers': Capítulo 0/1.[25]
- Barbara Pravi 'Voilá': Capítulo 6.[26]
- Blas Cantó 'Como las alas al viento': Rocío en plató.[27]
- Blas Cantó 'Voy a quedarme' y Victoria Georgieva 'Growing up is getting old': Capítulo 8.[28]
- María José Llergo 'Tu piel': Capítulo 11.[29]
- Gjon's Tears 'Tout L’Univers', Barbara Pravi 'Voilá' y Blas Cantó: Rocío en plató (final).

Otras colaboraciones
- El 21 de abril de 2021 en la entrevista a Rocío Carrasco en plató, aparte de haber seis colaboradores en el estudio, 28 personalidades de diferentes ámbitos le formulan preguntas a la entrevistada: Fayna Bethencourt, Pablo Nieto, Yolanda Ramos, Mercedes Milá, Sonsoles Ónega, Lucía Etxebarria, Rocío y Ani Jurado, Vicky Larraz, Carmen Rigalt, Nuria Marín, Rubén Sánchez, Alba Carrillo, Itziar Castro, Pilar Rahola, Sor Lucía Caram, Carme Chaparro, Kiko Jiménez, Raquel Bollo, Kiko Matamoros, Makoke, Beatriz Cortázar, Marisa Martín Blázquez, Isabel Rábago, Rosa Villacastín, Gustavo González, Sonia Cervantes, Anabel Dueñas, Laura Fa, Marta Nebot, Kiko Hernández, Pilar Eyre, Belén Rodríguez, Euprepio Padula y Paulina Rubio. En la entrevista interviene también su marido, Fidel Albiac.[30]

## Episodios
| Temporada | Temporada | Episodios          | Estreno             | Final              | Audiencia media               | Audiencia media           |
| Temporada | Temporada | Episodios          | Estreno             | Final              | Espectadores                  | Cuota                     |
| --------- | --------- | ------------------ | ------------------- | ------------------ | ----------------------------- | ------------------------- |
|           | 1         | 11 + 2 entrevistas | 21 de marzo de 2021 | 2 de junio de 2021 | 2 727 000 (previo y programa) | 23,1% (previo y programa) |

### Temporada 1 (2021)
El 22 de marzo (día después de la emisión de los dos primeros capítulos), Mediaset España emitió un comunicado donde se informaba de que el especial televisivo había sido todo un éxito con una media del 33,2% de cuota y más de 3.7 millones de espectadores. Además, el minuto de oro fue a las 22:58, cuando más de 5 millones y medio de espectadores estaban siguiendo el documental.
| N.º (Prog.)      | Título                          | Época narrada                    | Fecha de emisión    | Audiencia del previo (22:10-23:00) | Audiencia del programa (23:00-02:30) |
| ---------------- | ------------------------------- | -------------------------------- | ------------------- | ---------------------------------- | ------------------------------------ |
| 0                | «Como las alas al viento»       | agosto de 2019                   | 21 de marzo de 2021 | 3 787 000 (33,2%)                  | 3 787 000 (33,2%)                    |
| 1                | «Como una ola»                  | julio de 1994 febrero de 1996    | 21 de marzo de 2021 | 3 787 000 (33,2%)                  | 3 787 000 (33,2%)                    |
| 2                | «Se nos rompió el amor»         | febrero de 1996 julio de 1998    | 28 de marzo de 2021 | 3 150 000 (27,4%)                  | 3 150 000 (27,4%)                    |
| 3                | «Ese hombre»                    | julio de 1998 julio de 1999      | 28 de marzo de 2021 | 3 150 000 (27,4%)                  | 3 150 000 (27,4%)                    |
| 4                | «Muera el amor»                 | julio de 1999 febrero de 2000    | 4 de abril de 2021  | 2 883 000 (25,3%)                  | 2 883 000 (25,3%)                    |
| 5                | «A que no te vas»               | febrero de 2000 enero de 2001    | 4 de abril de 2021  | 2 883 000 (25,3%)                  | 2 883 000 (25,3%)                    |
| 6                | «Quién te crees tú»             | enero de 2001 junio de 2003      | 7 de abril de 2021  | 3 094 000 (17,4%)                  | 2 248 000 (25,2%)                    |
| 7                | «Algo se me fue contigo»        | junio de 2003 junio de 2006      | 14 de abril de 2021 | 2 881 000 (16,4%)                  | 2 170 000 (25,3%)                    |
| «Rocío en plató» | «Rocío en plató»                | «Rocío en plató»                 | 21 de abril de 2021 | 4 030 000 (22,0%)                  | 3 041 000 (32,5%)                    |
| 8                | «Miedo»                         | junio de 2006 julio de 2012      | 28 de abril de 2021 | 3 270 000 (18,4%)                  | 2 610 000 (29,8%)                    |
| 9                | «Todo se derrumbó dentro de mí» | julio de 2012 junio de 2014      | 5 de mayo de 2021   | 2 783 000 (16,2%)                  | 2 092 000 (25,4%)                    |
| 10               | «Vibro»                         | junio de 2014 diciembre de 2016  | 12 de mayo de 2021  | 2 783 000 (16,8%)                  | 2 061 000 (25,3%)                    |
| 11               | «Dejándonos la piel»            | diciembre de 2016 agosto de 2019 | 19 de mayo de 2021  | 2 726 000 (17,1%)                  | 1 982 000 (25,2%)                    |
| 12               | «Punto de partida»              | agosto de 2019 julio de 2020     | 26 de mayo de 2021  | 2 484 000 (15,1%)                  | 2 116 000 (25,5%)                    |
| «Rocío en plató» | «Rocío en plató»                | «Rocío en plató»                 | 2 de junio de 2021  | 2 790 000 (17,8%)                  | 2 279 000 (27,3%)                    |

1. ↑  Este episodio es nombrado por la cadena, productora y propio programa como 0 porque es una introducción a la historia.

## Repercusión
Tras la emisión de los dos primeros episodios de la serie documental el 21 de marzo de 2021, la productora La Fábrica de la Tele y Mediaset España decidían desvincularse profesionalmente de Antonio David Flores. Además, tras sus declaraciones recibió el apoyo instantáneo de un alud de figuras públicas y caras conocidas de la política y la televisión. La propia ministra de Igualdad, Irene Montero, publicó durante el estreno de la docuserie un hilo en Twitter como forma de sensibilización pública sobre el problema social de la violencia contra la mujer. Otras figuras públicas que también han mostrado apoyo al testimonio son Adriana Lastra, Isabel Gemio, Andrea Fernández, Sandra Barneda, Yolanda Ramos, Pastora Soler, Terelu Campos, Ramón Espinar, Javier Sardà, Paz Vega o Alba Carrillo.
La serie documental ha tenido gran repercusión en redes sociales, especialmente en Twitter, donde se ha abierto un debate nacional sobre las declaraciones de Rocío Carrasco.
Otros articulistas alertan sobre los peligros de supeditar los relatos mediáticos a la justicia administrada por el estado de derecho.
El Ministerio de Igualdad informó del aumento de las consultas a los servicios de atención a víctimas de violencia machista al teléfono 016, tanto mediante llamadas como por correos electrónicos y WhatsApp, desde la semana posterior en adelante al testimonio de Rocío Carrasco en televisión. En la semana del 22 al 28 de marzo, justo la posterior a esa emisión, las consultas telefónicas subieron un 41,9 % con respecto a la semana anterior (de 1.458 llamadas a 2.069 llamadas); las consultas al correo electrónico aumentaron un 384% (de 19 a 92) y al WhatsApp aumentaron un 1.464% (de 31 a 485).
El 21 de mayo de 2021, María Teresa Campos confirma en el programa Deluxe que el presidente del gobierno, Pedro Sánchez, se puso en contacto con Rocío Carrasco para mostrarle su apoyo tras la emisión de la serie documental.